# En gång tog jag tåget bort
"En gång tog jag tåget bort" är en sång från 1972 skriven av Pugh Rogefeldt och Ulf Lundell. Rogefeldt utgav den som singel samma år tillsammans med bandet Nature.
Låten spelades in i Metronome Studios 1972 med Anders Burman som producent. Låten har senare inkluderats på samlingsalbumet Pugh 68–78.

## Låtlista
Där inte annat anges är låtarna skrivna av Pugh Rogefeldt.
1. "En gång tog jag tåget bort" (Ulf Lundell, Rogefeldt)
2. "Karneval"

### Fotnoter
1. 1 2 3  ”"En gång tog jag tåget bort"”. Svensk mediedatabas. http://smdb.kb.se/catalog/search?q=pugh+rogefeldt+En+g%C3%A5ng+tog+jag+t%C3%A5get+bort&x=0&y=0. Läst 19 januari 2013.